# Attractiepark Suối Tiên
Attractiepark Suối Tiên is een attractiepark in de Vietnamese stad Ho Chi Minhstad. Het amusementspark ligt in Quận 9, welke ligt ten oosten van de rivier Sài Gòn. Het park werd geopend in 1995. Het park zal in de toekomst een station krijgen aan lijn 1 van de Metro van Ho Chi Minhstad.
Het park is verdeeld over verschillende amusementsthema's. Het landschap en de attracties illustreren samen de geschiedenis van Vietnam en een aantal legendes. Er zijn verschillende attracties en een dierentuin. Ook is er een groot aangelegde zoutwatermeer met zandstrand.

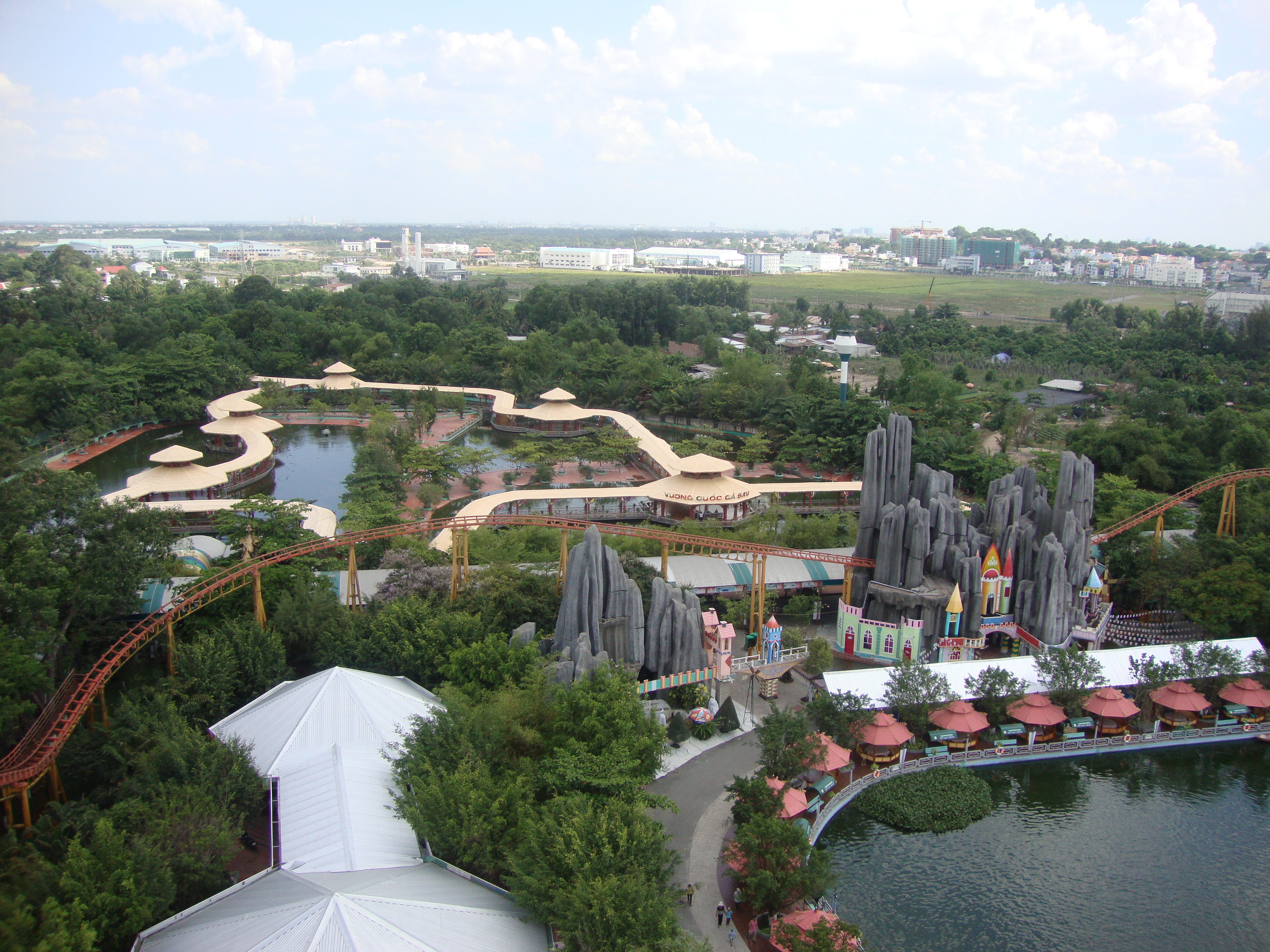
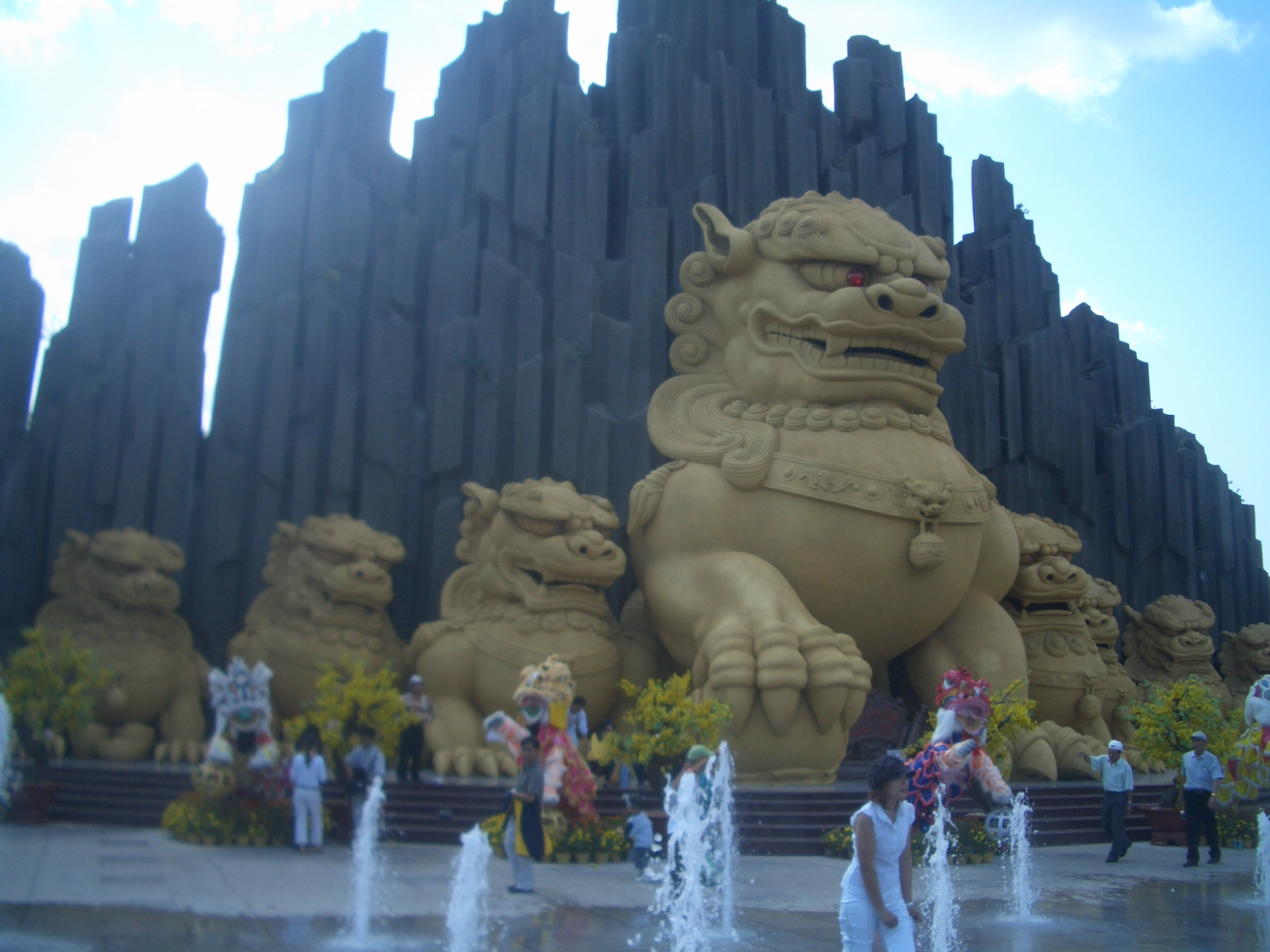
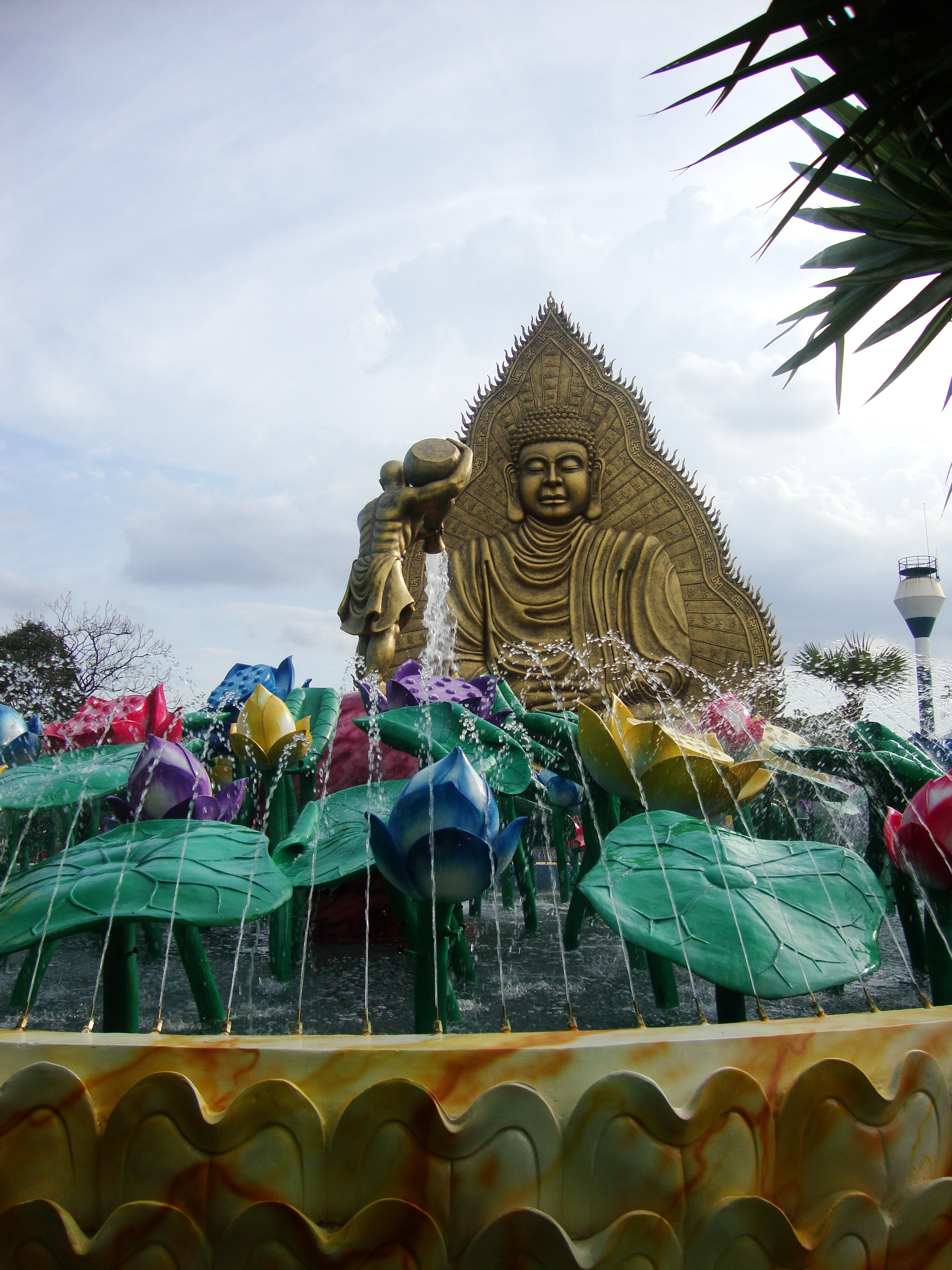

## Trivia
- Suối Tiên is Vietnamees voor de onsterflijke bron.